# Oktjabrski (Chabarowsk, Waninski)
Oktjabrski (russisch Октя́брьский) ist eine Siedlung städtischen Typs in der Region Chabarowsk (Russland) mit 6129 Einwohnern (Stand 1. Oktober 2021).

## Geographie
Der Ort liegt knapp 400 km Luftlinie östlich des Regionsverwaltungszentrums Chabarowsk auf der Halbinsel zwischen der nördlich gelegenen Wanino-Bucht und der südlich gelegenen Sowetskaja-Gawan-Bucht („Sowjethafen“, früher Imperatorskaja Gawan, „Kaiserhafen“) des Japanischen Meeres.
Oktjabrski gehört zum Rajon Waninski und ist von dessen Verwaltungssitz Wanino etwa 5 km in südlicher Richtung entfernt. Die Siedlung ist Sitz und einzige Ortschaft der Stadtgemeinde Rabotschi possjolok Oktjabrski.

## Geschichte
Der Ort entstand in den 1950er-Jahren um einen Rangierbahnhof an der kurz zuvor eröffneten Eisenbahnstrecke Komsomolsk am Amur – Sowetskaja Gawan und die dort angesiedelten Industriebetriebe. Er war zunächst Stadtteil der 10 km südlich gelegenen Stadt Sowetskaja Gawan, wurde aber 1959 als eigenständige Siedlung städtischen Typs ausgegliedert und erhielt den Namen Oktjabrski von russisch oktjabr für Oktober, mit Bezug auf die Oktoberrevolution. Die Siedlung gehörte in der Folgezeit zur oblastunterstellten Stadt Sowetskaja Gawan, später zum Sowetsko-Gawanski rajon, bis sie 1974 kurz nach dessen Gründung an den neu geschaffenen Waninski rajon abgegeben wurde.

### Bevölkerungsentwicklung
| Jahr | Einwohner |
| ---- | --------- |
| 1959 | 6270      |
| 1970 | 6166      |
| 1979 | 7823      |
| 1989 | 7966      |
| 2002 | 6524      |
| 2010 | 6240      |
| 2021 | 6129      |

Anmerkung: Volkszählungsdaten

## Verkehr
In Oktjabrski befindet sich bei Kilometer 442 der Eisenbahnstrecke Komsomolsk am Amur – Sowetskaja Gawan der Rangier- und Güterbahnhof Sowetskaja Gawan-Sortirowotschnaja. Unmittelbar nordwestlich der Siedlung erreicht die Regionalstraße Chabarowsk – Sowetskaja Gawan nach der Überquerung des Sichote-Alin-Gebirges  bei der Wanino-Bucht die Küste des Japanischen Meeres und führt durch den Ort, nordwestlich zweigt die Straße ins nahe Wanino ab.